# Феральписало
«Феральписало» (итал. Feralpisalò) — итальянский футбольный клуб, представлявший два соседних города Сало и Лонато-дель-Гарда, базировался в городе Сало.
Основан в 2009 году, в результате слияния клубов «Феральпи Лонато» и «Сало». Домашние матчи с сезона 2012/13 проводит на арене «Марио Ригамонти», вмещающей 27 592 зрителей. Это связано с тем, что стадион «Лино Турина» не соответствует критериям Серии C, а именно: его вместимость менее 4000 мест. «Феральписало» никогда в своей истории не поднимался в Серию A. В сезоне 2011/12 клуб впервые в своей истории выступал в Высшем дивизионе Профессиональной лиги, до этого два сезона своего существования клуб провёл во Втором дивизионе Профессиональной лиги.

## Сезоны по дивизионам
- Высший дивизион Профессиональной лиги — 2 сезона.
- Второй дивизион Профессиональной лиги — 2 сезона.